# Тувинский государственный театр кукол
Тувинский государственный театр кукол (Тувинский театр кукол) — первый профессиональный театр кукол в Республике Тыва.

## История театра
Учреждён решением Правительства Республики Тыва 8 февраля 2013 года. Учредителем театра является Министерство культуры Республики Тыва.
Театр был создан в ходе реорганизации Тувинского национального музыкально-драматического театра им. В Кок-оола. Первоначально штат театра составляли десять актёров, выпускники театральных вузов города Ярославля и Москвы. В 2021 году пополнился пятью молодыми выпускниками Российского государственного института искусств г.Санкт-Петербург . На 2022 год в штате театра пятнадцать актеров. Открытие первого театрального сезона состоялось 15 ноября 2013 года. Были представлены премьеры двух новых спектаклей Заслуженного деятеля Республики Тыва режиссёра театра кукол Светланы Ондар: «Почему летучая мышь прячется от всех» и «Очень простая история».

## Награды и достижения
Государственное бюджетное учреждение «Тувинский государственный театр кукол» — обладатель Премии Министерства культуры Республики Тыва «За достижения в области культуры и искусства — Лучшее учреждение» 2018 год;
- 2013 — номинация «Лучшее пластическое решение» за спектакль «Кыс-Халыыр» Галины Доржу в IV Московском открытом фестивале малых форм для детей «Сказочный мир».
- 2014 — спектакль «Четыре непрожитые жизни Пор-Бажына» в постановке Эрдэни Жалцанова вошёл в LONG LIST Национальной театральной премии «Золотая маска».
- 2015 — спектакль «BELEK» в постановке Айдыса Чадамба включён в LONG LIST Национальной театральной премии «Золотая маска».
- 2015 — спектакль по пьесе Юлии Йонушайте «Я солдат, мама» в постановке главного режиссёра театра Светланы Ондар победил в трёх номинациях I-го Забайкальского театрального фестиваля спектаклей для подростков «Крылья будущего» в городе Чита: «Лучшая постановка современной пьесы» (режиссёр — Светлана Ондар), — «Необыкновенное в обыкновенном» (Номинация детского жюри); «Лучшая мужская роль» (актёр — Айдыс Чадамба)[1][2].
- 2017 — спектакль «Белек» («Подарок») стал победителем в номинации «Лучший спектакль» на III Международном фестивале театров кукол «Путь кочевника» в Улан-Удэ[3].
- 2019 — спектакль «BELEK» удостоен дипломом лауреата Международного фестиваля КУКART-25 лет, в следующих номинациях: «Лучший спектакль»,"Лучший режиссер","Лучший актерский ансамбль".
- 2022 — спектакль « Я-Будда!» удостоен диплома специальный приз жюри : «За уникальность художественного поиска» II Межрегионального фестиваль-конкурса театров кукол Урала, Сибири и Дальнего Востока TERRA MAGICA
- 2023 - спектакль "Степь"  удостоен главного приза жюри фестиваля "Серебряная маска" II-го Международного театрального фестиваля «Байкальский талисман».

## Репертуар
1. «Не улетай». А. Болдинов, режиссёр Светлана Ондар. 3+
2. «Жил-был у бабушки серенький козлик». Русская народная сказка, дипломный спектакль МСИК. 3+
3. «Три поросёнка». Английская народная сказка, режиссёр Вячеслав Борисов. 3+
4. «Сердце самурая». М. Тикамицу, режиссёр Вячеслав Борисов. 5+[4]
5. «Кыс-Халыыр». По мотивам тувинской легенды о любви, режиссёр Галина Доржу. 5+[5]
6. «Чудо в перьях». Н. Гернет, Т. Гуревич, дипломный спектакль выпускников МСИК. 5+
7. «Кангывай-Мерген». Теневой спектакль по мотивам тувинской сказки, режиссёр Айдыс Чадамба. 3+[6]
8. «Почему летучая мышь прячется от всех». Э. Мижит, режиссёр Светлана Ондар. 3+
9. «Очень простая история». М. Ладо, режиссёр Светлана Ондар. 14+
10. «Газетные герои». У. Шекспир, режиссёр Светлана Ондар. 8+
11. «Новогодний бал Золушки». Е. Шварц, режиссёр Светлана Ондар 3+
12. «Приключение кузнечика Кузи». М . Пляцковский, режиссёр Аржана Дамдын. 3+
13. «Четыре непрожитые жизни Пор-Бажына». По мотивам тувинских сказок, режиссёр Эрдени Жалцанов. 5+[7]
14. «Шаг шаанда» («Давным-давно»). Л. Кан-оол, режиссёр Светлана Ондар. 5+
15. «Тойлу». С. Монгуш, режиссёр Александр Ствасский. 5+
16. «Сказки нянюшки». А. Пушкин, режиссёр Светлана Ондар. 3+
17. «Сказка нянюшки о золотом Петушке». А. Пушкин, режиссёр Светлана Ондар. 3+[8]
18. «Я солдат, мама». Ю. Йонушайте, режиссёр Светлана Ондар. 14+
19. «Мэри Поппинс и её друзья». П. Трэвэрс, режиссёр Вячеслав Борисов. 5+[9]
20. «В поисках Деда Мороза и Снегурочки». Режиссёр Светлана Ондар. 3+
21. «Бодарал» («Возрождение»). Ч. Ондар, режиссёр Альберт Хомушку. 10+
22. «Похождение жука-носорога». К. Паустовский, режиссёр Светлана Ондар. 5+
23. «Белек» («Подарок»). С. Сарыг-оол, режиссёр Айдыс Чадамба. 3+[10]
24. «Перо чёрного грифа». С. Шойгу, режиссёр Айдыс Чадамба. 5+
25. «Муха-Цокотуха». К. Чуковский, режиссёр Аражана Дамдын. 3+[11]
26. «Магия новогодней съёмки». Режиссёр Айдыс Чадамба. 3+
27. «Братья-не разлей вода». По мотивам тувинских народных сказок, режиссёр Айдыс Чадамба. 3+[12]
28. «Шёпот леса». Л. Чарская, режиссёр Светлана Ондар. 3+
29. «Кезер». По мотивам тувинского эпоса, режиссёр Айдыс Чадамба. 8+[13]
30. «В яранге горит огонь» Ж. Витензон, режиссёр Светлана Ондар. 3+[14]
31. «Новогоднее космическое приключение». Режиссёр Айдыс Чадамба. 3+
32. «Тоолкуужук» . По мотивам тувинских народных сказок, режиссёр Айдыс Чадамба. 3+
33. «Щелкунчик, сон в рождественскую ночь» по мотивам сказки Гофмана «Щелкунчик и мышиный король», режиссёр Айдыс Чадамба. 6+
34. «Шагаам чараш чанчылдары» театрализованное представление по мотивам тувинских народных сказок, режиссёр Айдыс Чадамба. 3+
35. «Поиграйка» театрализованное представление, режиссёр Уран Монгуш 3+
36. «Придет серенький волчок» по пьесе Д. Войдака, режиссер Светлана Ондар 3+
37. «Тайны безопасной планеты» Интерактивный спектакль Р.Мусаева, режиссёр Айдыс Чадамба. 3+
38. «Иссумбоси .Путь маленького самурая» по мотивам японской народной сказки, режиссёр Айдыс Чадамба. 3+
39. «Рикки-Тикки-Тави» индийские фантазии Р.Киплинга, режиссёр Янина Дрейлих , 3+
40. «Свеча» кукольная драма К.Симонова, режиссер Светлана Ондар, 10+
41. «Хорлоо» по мотивам румынской народной сказки «Солнышко и снежные человечки» А.Веселова, режиссер Аржана Дамдын, 3+
42. «Степь» В.Петров, историческая притча, режиссёр Айдыс Чадамба 10+
43. «Медной горы Хозяйка» по мотивам уральских сказов П. Бажова, режиссер Светлана Ондар, 5+
44. «Волшебная зима. Подарок для принцессы» волшебная сказка Ю.Ладыгина, режиссёр Айдыс Чадамба. 3+
45. «Я — Будда!» притча В. Хаптаханов, Б.Манджиев, режиссер Борис Манджиев 12+
46. «Как спасти Дерево» дипломный спектакль выпускников РГИСИ , режиссер Амела Вученович 3+
47. «О чем поет душа…» дипломный спектакль -концерт выпускников РГИСИ , режиссер Амела Вученович 10+
48. «Ортеке» музыкальная сказка, режиссёр Айдыс Чадамба. 5+
49. «Легенда о Туве» по мотивам тувинских легенд, режиссер Светлана Ондар 12+
50. «Кижи толу» по мотивам повести Шангыр-оола Суван «Родная кровь», режиссер Айдыс Чадамба 10+
51. «Маскарад» по мотивам пьесы М. Ю. Лермонтова, режиссер Светлана Ондар 12+
52. «Колобок» по мотивам русской народной сказки, постановка Сай-Суу Монгуш, консультант режиссер Светлана Ондар 1+
53. «Зомби-Бенд» музыкально пластический хоррор по мотивам Бременских музыкантов, постановка Аржана Дамдын 12+
54. «Вечноживущая» спектакль о гениальной девочке Наде Рушевой по пьесе Виктории Хомушку, Режиссер Айдыс Чадамба 6+
55. «Спасение зимних туч» по пьесе Г. Лавриненко, постановка Аржана Дамдын 6+
56. «Я- вылупился» по пьесе А. Галиуллиной, постановка Уяна Монгалби 0+
57. «Старик и море» по произведению Э.Хемингуэя, режиссер Светлана Ондар 12+
58. «В поисках родного языка» по пьесе Э. Мижита, режиссер Айдыс Чадамба 6+
59. «Перевал» по пьесе В. Петрова, режиссер Айдыс Чадамба 6+
60. «Сказочный мир Муминов» Т. Янсон, режиссер Светлана Ондар 6+
61. «Евгений Онегин» А. Пушкин, режиссер Светлана Ондар 12+